# خوانشینا
خوانشینا یک اپرا در ۵ پرده است. آهنگساز روس مودست موسورگسکی نوشتن لیبرتو را در سال ۱۸۷۲ و بر اساس مستندات تاریخی شروع کرد. در سال ۱۸۸۱ با مرگ موسورگسکی این اثر ناتمام ماند.
نهایتاً این اپرا توسط نیکلای ریمسکی-کورساکف تکمیل و اجرا شد.